# 三木理史
三木 理史（みき まさふみ、 1965年9月3日 - ）は、日本の地理学者。専門は歴史地理学、鉄道史。奈良大学文学部地理学科教授。大阪府出身。

## 略歴
桃山学院高等学校から関西大学に進学し、1991年に関西大学大学院文学研究科博士課程後期課程中退した。その後、奈良大学文学部助手・講師・准教授を経て、同大学教授。
鉄道にも造詣が深く、鉄道ピクトリアル（電気車研究会）にも寄稿しているほか（2020年現在は同誌の書評欄を担当）、交通地理学に根ざした鉄道関連の著書も複数ある。『局地鉄道』で第10回人文地理学会賞（一般図書部門）、『都市交通の成立』で2012年度鉄道史学会住田奨励賞（単行本部門）を受賞した。
日本地理学会・人文地理学会・歴史地理学会、奈良地理学会、社会経済史学会、日本産業技術史学会に所属している。

## 講師・助手歴
- 関西大学Ⅱ部一般教育非常勤講師(1995－96年度)
- 京都教育大学教育学部非常勤講師(1996年度)
- 関西大学経済学部一般教育非常勤講師(1998年度)
- 奈良女子大学文学部非常勤講師(1998年度)
- 関西大学文学部非常勤講師(1999－2005年度)
- 関西学院大学文学部非常勤講師(2001年度)
- 大阪教育大学教育学部非常勤講師(2001年度・集中講義)
- 和歌山大学教育学部非常勤講師(2001年度・集中講義)
- 立命館大学文学部非常勤講師(2002－2003年度)
- 佛教大学大学院文学研究科非常勤講師(2004年度)
- 佛教大学文学部非常勤講師(2005年度)

## 著書

### 単著
- 『近代日本の地域交通体系』（大名堂、1999年）
- 『地域交通体系と局地鉄道　その史的展開』（日本経済評論社、2000年）
- 『水の都と都市交通　大阪の20世紀』（成山堂書店、2003年）
- 『近・現代交通史調査ハンドブック』（古今書院、2004年）
- 『国境の植民地・樺太』（塙書房、2006年）
- 『世界を見せた明治の写真粘』（ナカニシヤ出版、2007年）
- 『局地鉄道』（塙書房、2009年）
- 『都市交通の成立』（日本経済評論社、2010年）
- 『移住型植民地樺太の形成』（塙書房、2012年）

### 共著
- 米原町史（現：米原市）
- 王寺町史
- 門真市史
- 茨木市史
- 愛知県史

## 監修
- 霧の火 樺太・真岡郵便局に散った九人の乙女たち（歴史監修）